# Bond Minicar
O Bond Minicar foi um veículo britânico do período após a Segunda Guerra Mundial, produzido entre 1949 e 1966. Era um veículo com chassis de alumínio com três rodas, possuía motor Villiers de 122 cc.